# Deeping Rangers FC
Deeping Rangers FC is een voetbalclub uit Engeland, die in 1966 is opgericht en afkomstig is uit Market Deeping. De club speelt anno 2021 bij United Counties League.

## Records
- Beste positie bereikt in competitie : 1ste in United Counties Premier Division, 2006-2007
- Beste prestatie FA Cup : Tweede kwalificatieronde, 2011-2012 & 2015-2016 & 2017-2018 & 2019-2020
- Beste prestatie FA Vase : Vijfde ronde, 2018-2019
- Meeste toeschouwers in 1 wedstrijd : 696 vs Kidderminster Harriers (FA cup op 16 september 2017)